# Mecistum pleurale
Mecistum pleurale är en stekelart som beskrevs av Henry Keith Townes, Jr. 1970. Mecistum pleurale ingår i släktet Mecistum och familjen brokparasitsteklar. Utöver nominatformen finns också underarten M. p. femoratum.